# Kujan (stacja kolejowa)
Kujan – nieczynna stacja kolejowa w Kujanie na linii kolejowej Świecie nad Wisłą - Złotów, w województwie wielkopolskim. Stacja została zamknięta 1 stycznia 2004 roku. W okresie międzywojennym stacja była graniczną po stronie niemieckiej.